# Lelio
Lelio ist ein männlicher Vorname und Familienname.

## Herkunft
Lelio ist die italienische Form des römischen Gentilnamens Laelius. Die portugiesische Form des Namens ist Lélio.

## Varianten
- Lälius (deutsch)

## Namensträger
Vorname
- Lelio Colista (1629–1680), italienischer Komponist und Lautenist
- Lelio Della Torre (1805–1871), italienischer jüdischer Gelehrter und hebräischer Lyriker
- Lélio Gama (1892–1981), brasilianischer Mathematiker, Astronom und Geophysiker
- Lelio Orci (1937–2019), italienischer Mediziner
- Lelio Sozzini (1525–1562), italienischer Humanist und unitarischer Theologe
- Lelio Spannocchi (1911–1986), österreichischer Politiker und Landesbeamter

Familienname (Lelio, auch Di Lelio)
- Loretta di Lelio (1918–2013), italienische Opernsängerin (Sopran) und Gesangspädagogin
- Sebastián Lelio (* 1974), chilenischer Filmregisseur und Drehbuchautor
- Umberto di Lelio (1890–1946), italienischer Opernsänger (Bass) und Gesangspädagoge